# Ontario Reign (ECHL)
Ontario Reign byl profesionální americký klub ledního hokeje, který sídlil v kalifornském městě Ontario. V letech 2008–2015 působil v profesionální soutěži East Coast Hockey League. Reigns ve své poslední sezóně v ECHL skončily v semifinále play-off. Své domácí zápasy odehrával v hale Citizens Business Bank Arena s kapacitou 9 736 diváků. Klubové barvy byly námořnická modř, oranžová, stříbrná a bílá.
Založen byl v roce 2008 po přestěhování týmu Texas Wildcatters do Ontaria. Zanikl v roce 2015 přestěhováním do Manchesteru, kde byl založen tým Manchester Monarchs.

## Přehled ligové účasti
Zdroj: 
- 2008–2015: East Coast Hockey League (Pacifická divize)